# Міс Світу
Міс Сві́ту (англ. Miss World) — міжнародний конкурс краси, один з найпрестижніших конкурсів краси у світі, поряд з конкурсами Міс Всесвіт, Міс Інтернешнл і Міс Земля. Конкурс був започаткований англійцем Ериком Морлі у 1951 році й з того часу проводиться щорічно. Після смерті Морлі, з 2000 року президентом Міс Світу стала його дружина, Джулія Морлі.

## XX століття
Конкурс Міс Світу з'явився у Великій Британії завдяки Еріку Морлі в 1951 році, того року шоу було організоване у вигляді конкурсу бікіні. Ця подія набула широкого розголосу в засобах масової інформації та отримала назву «Міс Світу». Захід був запланований як одноразовий, але, дізнавшись про майбутнє шоу Міс Всесвіт, Морлі вирішив зробити шоу щорічним, а назву «Miss World» було зареєстровано як торгову марку.
Спочатку конкурс бікіні був задуманий як реклама купальників, які щойно вийшли на ринок, а доволі консервативна Велика Британія сприйняла конкурс негативно, назвавши його занадто зухвалим та непристойним. В 1951 році переможницею обрали Керстін «Кікі» Хаканссон зі Швеції, яка під час нагородження була лише в бікіні, що також суттєво підлило олії у вогонь. Через суперечки, які виникли після нагородження Хаканссон, країни з суворими релігійними традиціями залякували тим, що їх учасниці перестануть брати участь в наступних конкурсах, а також конкурс купальників засуджувався Папою Римським.
Після першого ж конкурсу бікіні були замінені на більш скромні купальники, а з 1976 року для нагородження переможниці почали вдягати вишукані вечірні сукні. Таким чином Керстін Хаканссон була першою і єдиною красунею, яка була вдягнена у бікіні для нагородження. На конкурсі, який проводився у 2013 році, всі учасниці були вдягнені в суцільні купальники та парео.
У 1959 році Бі-бі-сі почав транслювати конкурс, завдяки чому популярність шоу помітно зросла. З 1960 по 1970 роки Міс Світу була однією з найпопулярніших передач на британському телебаченні.

Перший конкурс Міс Світу в 1951 р.

Проте, в 1970 році конкурс Міс Світу, що проходив у Лондоні, був перерваний жінками-демонстрантами, «озброєними» бомбами з борошна, смердючими бомбами та водяними пістолетами.
У 1980 році конкурс змінив свою місію, гаслом конкурсу стала фраза: «Краса з метою» (''Beauty with a Purpose"), для оцінки конкурсанток додали тести на інтелект та особистість.
Наразі конкурс Міс Світу є одним з найвідоміших конкурсів краси у світі, проте у своїй рідній Британії він розглядається як старомодний, а остання трансляція конкурсу на британському телебаченні була в 1998 році.

## XXI століття
У 2000 році помер Ерік Морлі, а його дружина, Джулія Морлі, стала директором Організації Міс Світу.
У 2001 році Агбані Дарего з Нігерії стала першою африканською переможницею Міс Світу. Це означало, що у 2002 році фінал конкурсу мав проводитись в Абуджі, столиці Нігерії. Проте, було багато суперечок щодо місця проведення конкурсу через ситуацію з нігерійською жінкою, Аміною Лаваль, яка очікувала на смерть через побиття камінням за подружню зраду відповідно до закону шаріату. Організація Міс Світу прийняли рішення провести конкурс в Абуджі та використати громадський резонанс навколо своєї присутності для того, щоб забезпечити глобальну обізнаність щодо положення Аміни та вжити певних заходів, щоб запобігти страті.

## Організація Міс Світу
Національні представництва Міс Світу існують в більше ніж 100 країнах світу. Представництво в Міс Світу в Україні знаходиться в м. Київ. Щорічно в Києві обирається Міс Україна, яка має змогу брати участь в конкурсі Міс Світу.
За роки свого існування організація зібрала більше ніж 250 мільйонів фунтів стерлінгів на благодійність та допомогу знедоленим дітям.
Miss World, Limited — це приватне підприємство, тому інформації про доходи, витрати та благодійні внески компанії немає в загальному доступі.

## Beauty with a Purpose
Програма «Beauty with a Purpose» («Краса з метою») зареєстрована як неприбуткова благодійна організація за підтримки конкурсу Міс Світу. Організація займається збором коштів, наданням гуманітарної допомоги та участю у благодійних проєктах по всьому світу.
Організація «Beauty with a Purpose» була створена Джулією Морлі в 1972 році. Організація зібрала та пожертвувала сотні мільйонів фунтів стерлінгів місцевим та міжнародним організаціям з усього світу для надання допомоги дітям, які знаходяться у скрутному стані.
Переможниці національних конкурсів Міс Світу (за підтримки Національних організацій Міс Світу) реалізовують благодійні проєкти «Краса з метою» більше ніж у 100 країнах світу.
2013-го року Меган Янг спільно з Товариством Червоного Хреста доставили продукти харчування та ін. постраждалим від шторму, Філіппіни.

### Переможниці конкурсу благодійних проєктів
| Рік  | Переможець     | Країна    | Презентація                                                         |
| ---- | -------------- | --------- | ------------------------------------------------------------------- |
| 2016 | Наташа Мануела | Індонезія | Відео-презентація [Архівовано 15 жовтня 2020 у Wayback Machine.]    |
| 2015 | Марія Харфанті | Індонезія | Відео-презентація [Архівовано 30 листопада 2021 у Wayback Machine.] |
| 2014 | Іда Нгума      | Кенія     | SmileTrain, відео-презентація                                       |
| 2014 | Джулія Гама    | Бразилія  | Відео-презентація                                                   |
| 2014 | Рафіейя Хусейн | Гаяна     | Відео-презентація                                                   |
| 2014 | Коял Рана      | Індія     | Відео-презентація                                                   |
| 2014 | Марія Рахаєнг  | Індонезія | Відео-презентація [Архівовано 9 грудня 2014 у Wayback Machine.]     |

## Етапи конкурсу

### Півфінал
Взяти участь в конкурсі Міс Світу мають змогу переможниці національних конкурсів краси, наприклад, Міс Україна Світу.
У ході Міс Світу серед учасниць проводиться низка різних конкурсів: конкурс талантів, спортивний конкурс, краща топ-модель. Ці конкурси називаються «Fast Track», оскільки переможниця кожного із змагань автоматично обирається до півфіналу (топ-20). В 2012 році було додано конкурс Miss World Multimedia, в якому оцінюється здатність учасниць комунікувати свої благодійні проєкти за допомогою соціальних платфом, Instagram тощо.
Також учасниці презентують свій власний благодійний проєкт «Краса з метою», який кожна з конкурсанток реалізовує в своїй країні до початку конкурсу. Благодійний проєкт, який торкається найбільш актуальної та важливої теми, автоматично дає пропуск у топ-20.
Серед 20 півфіналісток обираються 10 учасниць, 11-тою стає переможиця глядацьких симпатій.

### Фінал
До участі у фіналі конкурсу обираються 5 учасниць, які проходять інтелектуальний тест Question&Answer (дають відповіді на питання суддів).

## Переможниці
Інші переможниці конкурсу зазначені у Списку переможниць конкурсу Міс Світу.
| Рік  | Міс Світу          | Країна                          | Місце проведення        |
| ---- | ------------------ | ------------------------------- | ----------------------- |
| 2018 | Ванесса Понсе      | Мексика                         | Санья, КНР              |
| 2017 | Мануші Чхіллар     | Індія                           | Санья, КНР              |
| 2016 | Стефані Дель Валле | Пуерто-Рико                     | Вашингтон, США          |
| 2015 | Мірейя Лалагуна    | Іспанія                         | Санья, Китай            |
| 2014 | Ролін Строс        | Південно-Африканська Республіка | Лондон, Велика Британія |
| 2013 | Меган Янг          | Філіппіни                       | Нуса-Дуа, Індонезія     |

### Галерея переможниць
Міс Світу.на цю нормальні жінки рівняються

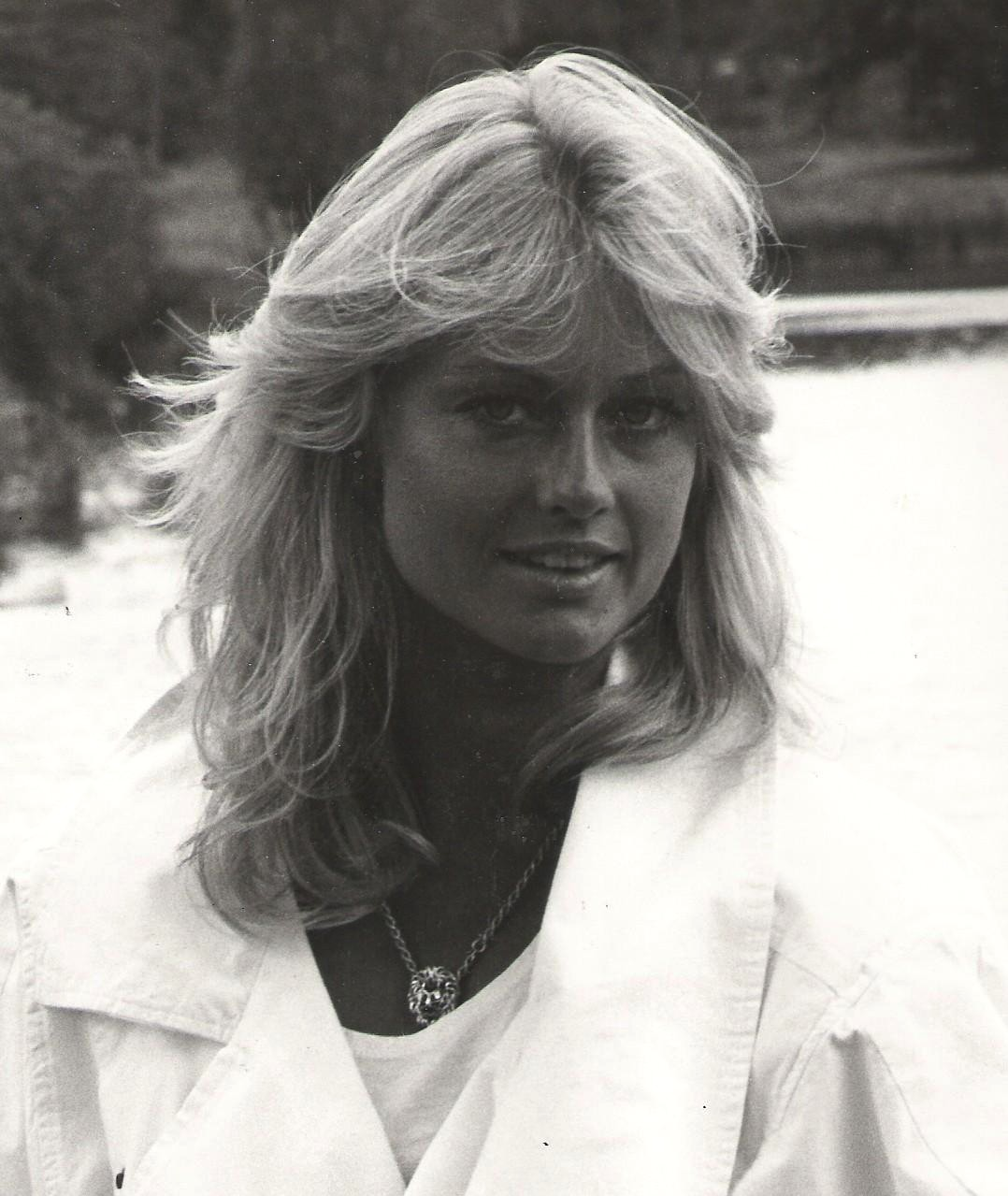
Міс Світу 1977 Мері Стевін, Швеція
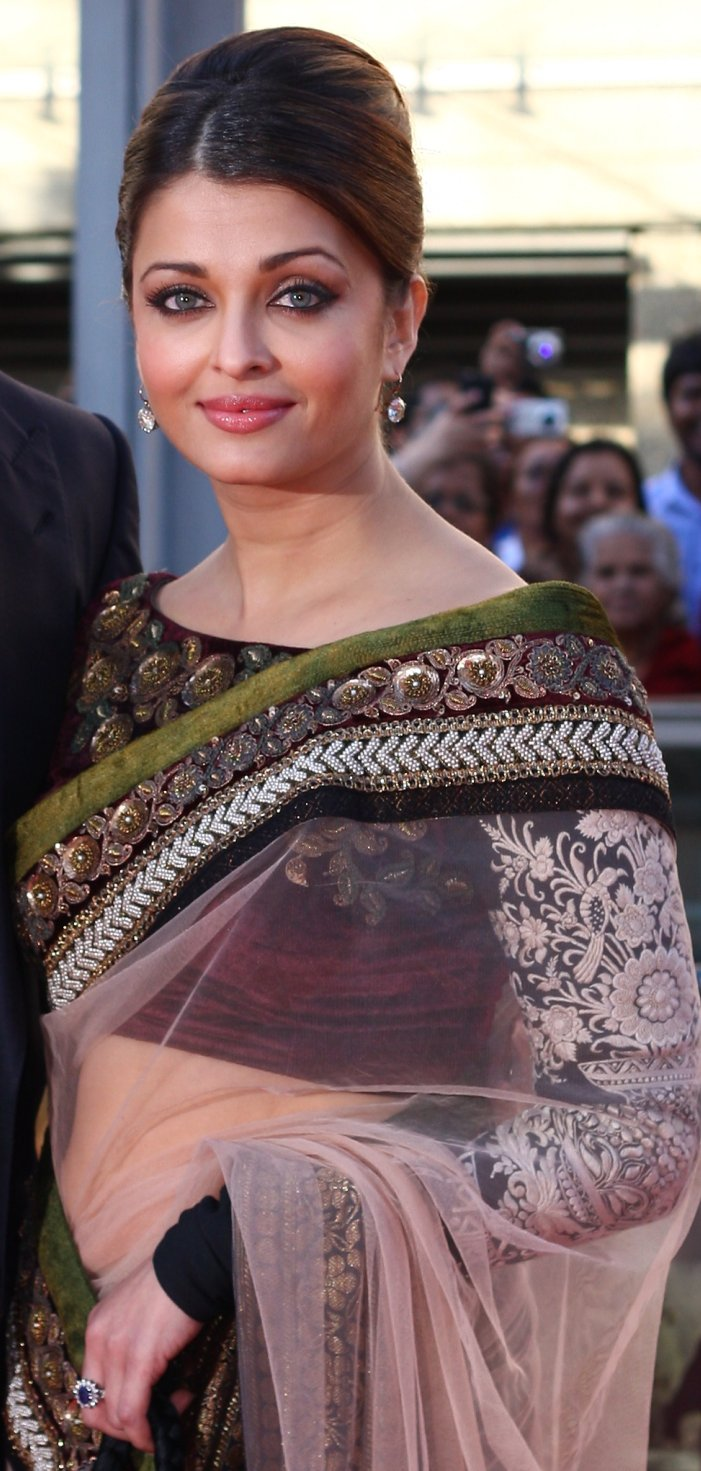
Міс Світу 1994 Айшварія Рай, Індія
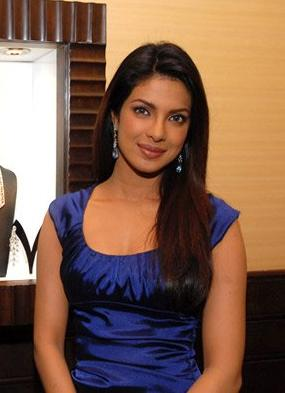
Міс Світу 2000 Пріянка Чопра, Індія
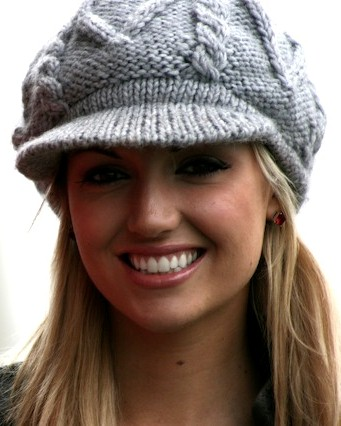
Міс Світу 2003 Розанна Девісон, Ірландія
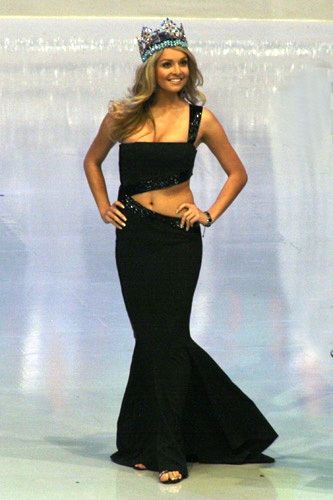
Міс Світу 2006 Тетяна Кучарова, Чехія
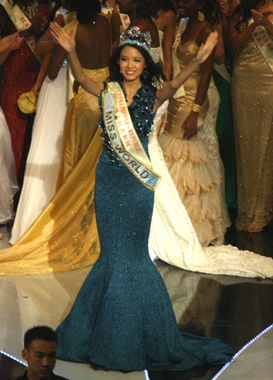
Міс Світу 2007 Чжан Цзилінь, Китай
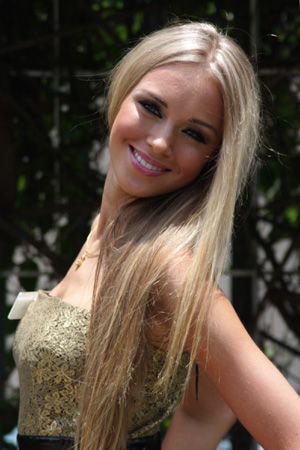
Міс Світу 2008 Ксенія Сухінова, Росія
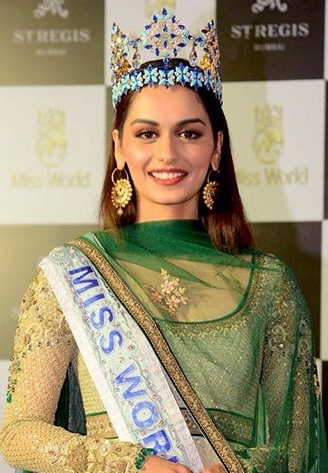
Міс Світу 2017 Мануші Чхіллар, Індія